# Bagad Saint-Nazaire
Bagad Sant-Nazer
Le Bagad Saint-Nazaire est un ensemble traditionnel de musique bretonne, composé de cornemuses, bombardes et caisses claires, formé en 1953 à Saint-Nazaire (Sant-Nazer en breton).

## Histoire
L'activité musicale de type bagad démarre à Saint-Nazaire en 1951 au sein du cercle celtique « Paotred bihan ar mor » créé en 1948. Le premier bagad voit le jour en 1953. Le bagad actuel prend forme en 1983 avec l'arrivée de Christian Méhat.
Le groupe peut compter lors de ses premières années sur le soutien de deux maires socialistes de Saint-Nazaire, François Blancho puis Étienne Caux, tous deux attachés à la l'identité bretonne de la ville.
Le Bagad Saint-Nazaire accède en 1991 à la première catégorie du championnat des bagadoù. En 1992, le groupe produit son premier album, sous forme de CD et K7, intitulé Pibrock, suivi d'un nouvel album en 1998, Fonds de Terroir enregistré en public.
À l’occasion du 50e anniversaire de la première prestation publique d’un bagad de la région de Saint-Nazaire, le bagad enregistre au mois de juin 2003 son 3e album intitulé QM2 (Queen Mary 2).
En 2012, le bagad décide de ne pas participer aux concours du championnat des bagadoù afin de se consacrer à la production de son 4e album, Embarquement, sorti en décembre. Le 12 octobre 2013, l’association a célébré le 60e anniversaire du bagad.

### Prestations et voyages
Le bagad participe à de nombreux festivals en France comme à l'étranger. En juin 1998, il réalise une tournée en compagnie du Bagad Men Ha Tan et des percussionnistes de Doudou N’Diaye Rose. La même année, il participe à de nombreux festivals avec les musiciens de « l’Occidentale de Fanfare » originaires d’Occitanie. En juin 1999, il se produit avec un groupe de musiciens marocains, Les Gnawas d’Agadir, à Nantes et à Saint-Nazaire, au retour d’une tournée d’une semaine au Maroc. 

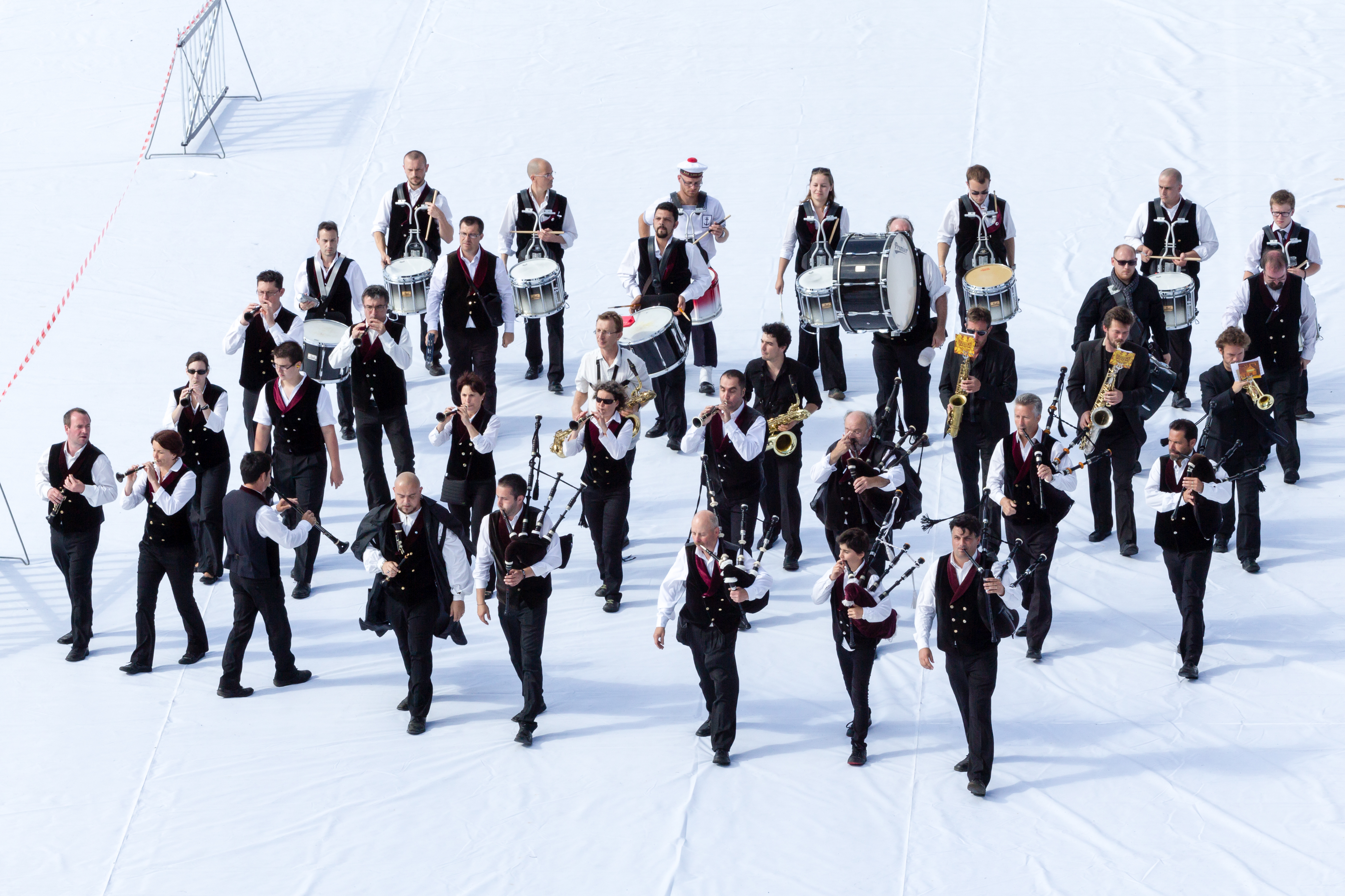
Défilé du bagad au Festival interceltique de Lorient 2012

Le bagad participe aux concerts « Celtica » à Nantes (2005 et 2006), aux « Nuits Celtiques » à Rennes (2007 et 2008) et à la Saint Patrick à Bercy (2006, 2007 et 2008). En 2005, il se produit comme tête d’affiche aux 3e rencontres des Bandas de Gaitas de Pola de Siero en Asturies (Espagne).
En septembre 2007, le bagad défile sur les Champs-Élysées dans le cadre de la Breizh Touch, la « Grande Parade Celtique » à Paris et en mars 2009, les sonneurs ont défilé sur la Cinquième Avenue de New York lors de « St-Patrick’s day » et se sont produits au « Symphonie Space » dans le cadre d’un projet « fenêtre ouverte sur la St-Patrick ».
Du 9 au 16 septembre 2010, le Bagad a participé, avec le cercle celtique Bro Gwenrann de Guérande, au Festival international de tourisme de Shanghai. Le bagad est invité par Les Gnawas d’Agadir au festival des musiques du monde de Timitar à Agadir en juin  2011 puis à Saint-Nazaire le 5 août lors du 20e anniversaire du festival « Les Escales » et lors du concours de Lorient en août 2011.
En 2018, le Bagad se produit au Festival des 3èmes Rencontres de Cornemuses de Sallèles d'Aude comme tête d'affiche. 
En 2019, le Bagad revient à nouveau dans l'Aude pour le Festival des 4èmes Rencontres de Cornemuses de Sallèles d'Aude en partageant la tête d'affiche avec la Banda Gaïtes Xácara venue des Asturies.

## Fonctionnement

Ancien logo

Le Bagad Saint-Nazaire est une association loi de 1901 qui réunit près de 70 musiciens. Il fait partie de la BAS Naoned, la section de Loire-Atlantique de la Bodadeg ar Sonerion.

### Le groupe principal
Cette formation non-professionnelle est le seul bagad de Loire-Atlantique présent en première catégorie du championnat national des bagadoù. Il est constitué d'une quarantaine de musiciens.

### Le bagadig et la formation
Le bagadig, bagad école permettant la formation avant d’évoluer vers le bagad, est créé en 1996 et évolue en 5e catégorie du championnat.

## Productions artistiques

### Répertoires et créations
Poursuivant son œuvre d'harmonisation de thèmes traditionnels bretons, il privilégie la rencontre avec d'autres musiques du monde, modernes et traditionnelles.
L'enregistrement de Fonds de Terroir marque la nouvelle rencontre avec les musiciens de « l’Occidentale de Fanfare ». Embarquement, sorti en 2012, est un carnet de voyage qui retrace en musique et en images les aventures du groupe autour du globe.

### Discographie
- 1992 : Pib-Rock (Coop Breizh)
- 1998 : Fonds de terroir (Coop Breizh)
- 2003 : QM2 (Coop Breizh)
- 2012 : Embarquement (autoproduction)

### Participations
- 1999 : Excalibur, La légende des Celtes (Sony music) avec 120 musiciens dont Roger Hodgson (Supertramp), Fairport Convention, Dan Ar Braz, Tri Yann, Carlos Núñez, Denez Prigent, Angelo Branduardi, Didier Lockwood, Gabriel Yacoub, Gildas Arzel, Branduardi, Nikki Matheson, l'Orchestre symphonique de Prague, les chœurs bulgares Philippopolis...
- 2000 : L'Hiver des Oiseaux (au profit de la SEPNB et de la LPO)
- 2001 : Saint-Nazaire en chansons (Dastum 44)
- 2012-2014 : Anne de Bretagne (comédie musicale) d'Alan Simon
- 2016 : La Belle enchantée de Tri Yann

## Sources

### Articles annexes
- Bagad
- Saint-Nazaire